# グラディウスIII -伝説から神話へ-
『グラディウスIII -伝説から神話へ-』（グラディウススリー でんせつからしんわへ、GRADIUS III）は、1989年12月11日に稼働したコナミのアーケード用横スクロール型シューティングゲーム。
グラディウスシリーズのメインストリーム3作目にあたる。なお、スーパーファミコン版に関してはグラディウスIII (スーパーファミコン)を参照。
後にPlayStation 2用ソフト『グラディウスIII&IV -復活の神話-』（2000年）に『グラディウスIV -復活-』（1999年）とのカップリングで収録された他、PlayStation Portable用ソフト『グラディウス ポータブル』（2006年）にも収録、2020年12月24日にはアーケードアーカイブスとして配信された。
ゲーム誌『ゲーメスト』の「第4回ゲーメスト大賞」では大賞3位、ベストシューティング賞3位、ベストグラフィック賞4位、ベストVGM賞1位を獲得、ゲーメストムック『ザ・ベストゲーム』では第20位を獲得した。

## 概要
大ヒットした『グラディウスII -GOFERの野望-』の続編。発売前にアーケードゲーム誌『ゲーメスト』（新声社）誌上でアイディア募集が行われ、発売に先駆けてAMショーで披露された美麗なグラフィックと重厚なサウンドはアーケードゲームの最先端を感じさせ、ユーザーの期待は非常に高かった。ただし、このショーで披露された版（以下：AMショー版）は、正式稼働した版とは内容が大幅に異なる。なお、このAMショー版は2025年8月7日に発売予定の『グラディウス オリジンコレクション』に収録されている。
当初は、シリーズ完結編として制作されていた。そのため、『グラディウス』（1985年）のストーリーで紹介された「バクテリアン」が最終ボスとして登場したり、ストーリーに「最後の攻撃」と入っていたりする。
ゲームシステムとしては前作『II』のパワーメーターセレクト（セットになっている装備の内容は前作『II』とはAタイプ以外異なる）に、新たに複数のパワーアップから組み合わせて自分だけのパワーメーターを作成する「エディットモード」が追加された。ステージはシリーズ最多の全10面とシリーズ最大のボリュームを誇る。
前作まで（『グラディウス』、『沙羅曼蛇』、『II』）と同様に本作にはコンティニュー機能は存在しない。エクステンドについては、工場出荷時設定で初回がスコア20,000点、2回目以降が70,000点となっている。

## ストーリー
謎の破壊神バクテリアンの最後の反撃であるダーク・フォースは、人々の想像を越えた強大なエネルギーで全宇宙を包み込み、破壊と殺戮の限りを尽くす。侵略の影はグラディウス周辺の惑星を次々と飲み込み、グラディウス本星にも魔の手を伸ばしつつあった。
グラディウス連邦政府は脅威に対抗すべく全軍を挙げての総攻撃に挑んだ。しかし、ダーク・フォースを前に歯が立たず、必死の防衛も破られようとしている。そして再び、全宇宙の命運を賭けて、超時空ファイター、ビックバイパーが発進する。

## ゲーム内容
以下は、原則として正式稼働したバージョンに関する記述である。

### システム
8方向レバーと3ボタン（パワーアップ、対空ショット、対地ミサイル）で自機（ビックバイパー）を操作し、全10ステージの変化に富む世界を舞台に戦う。2周目以降も永久に続き難易度が上昇する。
ミスした場合のリトライ方法は前作同様、全ての装備を失った上での戻り復活を採用している。
パワーアップシステムは前作と同様パワーアップカプセルを取得しパワーアップゲージを点灯させプレイヤーが任意のパワーアップを装備していく方式であるが、パワーアップゲージの項目が従来の6つから1つ増え、7つあるのが特徴。7つ目の項目はバリアを表す "?" の後ろに "!" マークで表示される。
前作までとは異なり、パワーアップカプセルを同時に2個取っても1個しか取得していないことになるほか、青カプセル（画面上の敵全滅効果）は一切出現しない。ただし青カプセルについては、パワーアップゲージ7番目の "!" に割り当てられる「メガクラッシュ」が同様の効果を担っている（後述する「エディットモード」を選択した場合は別の機能になる）。
ゲーム開始時にパワーメーターを4種類のセットの中から選択する従来の「タイプセレクト」方式の他に、パワーメーターの各項目を個別に選択して構成する「エディットモード」が追加された。なおPS2、PSP版では隠し要素としてSFC版の新装備も含めた装備(但しミサイルのホークウインドや!のフルバリアなど一部の装備は選択不可)を選択可能な特殊モード "EXTRA EDIT" が存在する。
ゲームスタート時にノーマル（テクニカル）モードとビギナーモードからプレイするモードを選択することができ、ビギナーモードでは敵の攻撃の易化やカプセルの増加、ミス時に一部装備のみ剥奪などのシステム変更がされているが、1周目3面をクリアした時点でゲームオーバーとなる。
前作から追加されたオプションを奪っていく「オプションハンター」は種類が3種類（バスター、ゲス、カーン）となり、オプションを1つでも装備していると出現する可能性がある。オプションハンターはそれぞれ移動方法が異なり、バスターとゲスは直進するがカーンは蛇行する。また、本作ではオプションハンターを一定条件で破壊できるようになっており、オプションを奪い返すことができる（バスターとカーンは「メガクラッシュ」で、ゲスは通常ショットなどで撃破できる）。
フルパワーアップ時にはショットとミサイルを発射するだけで処理落ちが発生し、プレイ中は始終処理落ちに見舞われるが、その処理落ちを利用して敵弾を回避するテクニックも存在する。開発者は「ソフト側から処理落ちを起こしている」と話している。

### パワーアップ一覧
パワーアップゲージは4種類のセット中から1つを選択する「タイプセレクト」と、各項目を個別に組み合わせる「エディットモード」の2種類があり、プレイヤーが選択できる。どちらか片方でしか使えない装備もある。

#### タイプセレクト
選択できる4種類のパワーアップゲージは以下の通り。?（バリア）は4つの装備を選択後に別途選択する。
| 装備タイプ | メーター       | メーター           | メーター       | メーター           | メーター   | メーター | メーター       |
| 装備タイプ | 1              | 2                  | 3              | 4                  | 5          | 6        | 7              |
| 装備タイプ | SPEED UP       | MISSILE            | DOUBLE         | LASER              | OPTION     | ?        | !              |
| ---------- | -------------- | ------------------ | -------------- | ------------------ | ---------- | -------- | -------------- |
| タイプA    | スピードアップ | ノーマルミサイル   | ダブル         | ノーマルレーザー   | オプション | ?        | メガクラッシュ |
| タイプB    | スピードアップ | スプレッドボム     | テイルガン     | リップルレーザー   | オプション | ?        | メガクラッシュ |
| タイプC    | スピードアップ | 2ウェイミサイル    | ヴァーティカル | サイクロンレーザー | オプション | ?        | メガクラッシュ |
| タイプD    | スピードアップ | フォトントーピドゥ | フリーウェイ   | ツインレーザー     | オプション | ?        | メガクラッシュ |

? は、以下の3種類から選択する。
| シールドタイプ | ?                  |
| -------------- | ------------------ |
| タイプA        | フォースフィールド |
| タイプB        | シールド           |
| タイプC        | フリーシールド     |

#### エディットモード
エディットモードでは以下の装備より選択する。1ゲージ目は「スピードアップ」固定。
| MISSILE              | DOUBLE         | LASER              | OPTION             | ?                  | !                  |
| -------------------- | -------------- | ------------------ | ------------------ | ------------------ | ------------------ |
| ノーマルミサイル     | ヴァーティカル | ツインレーザー     | オプション         | フォースフィールド | ノーマルショット   |
| コントロールミサイル | スプレッドガン | リップルレーザー   | スネークオプション | シールド           | スピードダウン     |
| アッパーミサイル     | テイルガン     | エナジーレーザー   |                    | フリーシールド     | リメインオプション |
| スモールスプレッド   | フリーウェイ   | サイクロンレーザー |                    | リデュース         |                    |

以降は、それぞれのパワーアップについて解説する。アーケード版ではウェポンセレクト画面での「SHILED」「REPPLE LASER」「NOMAL」や、インストラクションカードでの「FLEE WAY」といった本来の英語と比較してのスペルミスが多数記載されているが、本来の名称をここには記載する。
スピードアップ
自機のスピードが1段階上昇する。今作では、やられる以外にも後述するスピードダウンによってスピードを落とすことができる。

### ミサイル
基本的に2WAYとCONTROL以外は2連射可能。また、1発ずつの破壊力は前2作より弱くなっており、スプレッド系以外でも標的に当たると小さい爆風のアニメーションが表示されるようになった。
NORMAL MISSILE（ノーマルミサイル）
前方斜め下にミサイルが発射され、接地後は地面に沿って前進する。前作のミサイルと違い、若干斜面を登れるようになっている。壁は登れない。
2WAY MISSILE（2ウェイミサイル）
前方上下に1発ずつミサイルを発射するが着弾後その場で消滅する。ミサイルの軌道は『II』よりも緩やかな放物線を描く。発射されたミサイルが2発とも消えないと次が発射できない「2発しばり」がある（IIIにおいて他のミサイルは2連射した内の1発が消えれば次の1発を発射可能）。
SPREAD BOMB（スプレッドボム）
前方斜め下に放物線軌道で爆弾を投下、着弾後に爆風が発生。周辺の敵を巻き込む上に高威力。しかし爆風により敵弾などが見え難くなる欠点あり。
SMALL SPREAD（スモールスプレッド）
後方斜め下に放物線軌道で爆弾を投下、着弾後に爆風が発生。爆風の範囲はスプレッドボムより多少狭いが威力は高い。
なお、初期バージョンは真下に落下して後方に少し転がってから爆発するという仕様だった。スーパーファミコン版はこの仕様に基づいている。
PHOTON TORPEDO（フォトントゥーピドゥ）
水平方向を向いた弾頭が、ノーマルミサイルと同様の軌道・速度で前方斜め下に投下される（『II』では真下にゆっくり発射された）。接地後は地面に沿って前進する。ザコ貫通性能を持つ一方、坂を登れない。
UPPER MISSILE（アッパーミサイル）
前方斜め上にミサイルを発射、天井に接触後は前進する（ノーマルミサイルと同様）。
CONTROL MISSILE（コントロールミサイル）
正面に発射され前方へ直進して行くが、レバーを上下に入力している間のみ向きが変わって上下に移動する。このミサイルのみ単発。

### ダブル
各方向に撃った弾が両方（または三方）とも消滅しないと再発射できない。従来作品と同様にレーザー系装備とは排他選択であり併用はできない。
DOUBLE（ダブル）
前方と前方斜め上45度にノーマルショットを撃つ。ウェポンセレクト画面では「NORMAL」とだけ表記されている。
TAIL GUN（テイルガン）
前方と後方にノーマルショットを撃つ。
VERTICAL（ヴァーティカル）
前方と真上にノーマルショットを撃つ。
FREE WAY（フリーウェイ）
前方と最後にレバーを入力した方向にノーマルショットを撃つ。
SPREAD GUN（スプレッドガン）
前方やや斜め2方向に広がっていくノーマルショットを撃つ。2段階あり、パワーアップすることで正面にも弾が発射され3方向になる。
3D面(STAGE4)を超えるとき2段階装備が次面で1段階にダウンしゲージも無地のままになり、1段階で超えても2回装備しないと2段階にならない。

### レーザー
NORMAL・CYCLONE以外は2連射可能。ダブル系装備とは排他選択であり併用はできない。
NORMAL LASER（ノーマルレーザー）
前方にザコを貫通する直線状のレーザーを発射。ボタンを押している間しばらく伸び続け、射線が自機のY軸移動に連動する。他作品のレーザーより短めで、耐久力の高い標的に当たっている間は切れ間無く照射される反面、貫通性が低く、感覚的には通常弾の連射のような扱いになっている。このような性質から、イオンリングを連射中のモアイをリングもろとも破壊したり、耐久力の高い標的の多い場面でワインダーによって広範囲にダメージを与えたりという、前作で使用できた戦法は取れなくなっている。
RIPPLE LASER（リップルレーザー）
前方にリング状のレーザーを発射。遠くに行くほどリングの幅が広がる。リングの広がり幅はシリーズ中最大。他装備よりも7面の火山弾をすり抜け易いので有利な武装と評価される。
TWIN LASER（ツインレーザー）
平行に並んだ2本の短いレーザーを前方に発射。上下各々の当たり判定が独立しており、上下共に消滅しないと1組分の再発射ができない。貫通性は無い。
CYCLONE LASER（サイクロンレーザー）
螺旋模様でザコ貫通性能を持つレーザー。NORMAL LASERとほぼ同性能だが、こちらのほうはレーザー一本の照射時間が長く、次弾発射までの装填時間が長い。NORMAL LASERに比べて地形に対してのワインダーをすることができない。また密着して地形に当たるとレーザーが消えてしまうので、場面によっては手動連打を要する。
ENERGY LASER（エナジーレーザー）
ボタンを押し続けることで「溜め」が可能なレーザー。貫通能力もあり、連射時にもザコを貫通する。チャージ量は自機を取り巻くエネルギー体の大きさで視覚的に分かるようになっており、前方に広がる形でチャージされる。このエネルギー体にも攻撃力があり、耐久力のある敵に接触中はチャージ量を消費してダメージを与え（破壊不可の敵には単にチャージ量が吸われ）続け、ボタンを離すかフルチャージ状態になった時点で前方に発射される。ただ、チャージ量に従って攻撃力が上がるかというと、攻撃範囲は広がるが目に見えるほどの上昇はない。マックスチャージ中のエネルギー体はショットの連続ヒット扱いとして高い威力がある。発射後はボタンを押し直さないと再チャージされない。

### オプション
自機と共にショットとミサイルによる攻撃を行う。ただし、パワーアップ時はOPTIONではなくMULTIPLEと発声する。
NORMAL OPTION（オプション）
自機の軌跡をたどり追いかけてくる。自機が停止するとその場で停止。
SNAKE OPTION（スネークオプション）
動作はNORMAL OPTIONと似ているが、自機が停止すると進んでいた方向に一定距離滑ってから停止。
SNAKE OPTIONを1つ以上装備してエンディングを迎えると、装備していた個数分が次周の開始時に消滅（正確には画面の外に配置されたままになる）して使えなくなるバグが存在するため、オプションハンターの出現タイミングを調整して、クリア直前にオプションをはずしておく必要がある。なお、2周目以降はエンディングがカットされるので、この対策は必要ない。

### ?（バリア）
どれも地形および地形判定を持つ障害物に対しては防御能力を持たない。シールド系は個々のシールドについて当たり判定が独立している。タイプセレクト・エディットモードに関係なく、デフォルトはフォースフィールドである。
FORCE FIELD（フォースフィールド）
自機全体を包み込むバリアが発生して全方位を防ぐ。耐久力は6発で、他の作品と比べると倍ほどある。ただし敵弾は1発分･ザコの接触は2発分で計算されるため、残り耐久力が1発の状態でザコと接触すると即座にミスとなる。『II』の同装備とは異なり、装備中は完全無敵ではなく、地形判定には無力で接触すると青いバリアを残したままミスになり、モアイのイオンリング(バリアでは耐久力が減らない敵機)に当たったりすると即座に耐久力が削られバリアが消えた瞬間にミスとなる。耐久力が残っている間に意図した突破行動をとることで、3面落下中の岩や7面火山弾､壊れガーメイドなどを『II』の壁抜けと同様にすり抜けることは可能。[?]スタンバイ状態でパワーアップ連打しても効果の継承（前述の壁抜けに使用）は不可能になった。耐久力減少によるグラフィックの変化が、大→小→中となっている。

SHIELD（シールド）
自機の前方のみ防御可能なシールドユニットを2個設置。耐久力は16発×2=計32発と高い。当たり判定は上と下とで独立している。
FREE SHIELD（フリーシールド）
パワーアップボタンを押した直後に前方からシールドが1個が流れてきて、自機がそれに任意の方角から体当たりすることでプレイヤーの望む位置にシールドを装備できる。シールドの耐久力は16。最大8個まで装備可能だが、地形に当たると耐久力が下がる。取り逃した場合、もう1度だけ前方から現れる。

REDUCE（リデュース）
自機のサイズと当たり判定を小さくする。
1度目のパワーアップで初期の2分の1、2度目で3分の1に縮小される。他の「?」系装備のような耐久力はなく、装備中でも被弾したりするとミスになる。

AC版の開発バージョンでは、「!」にこのパワーアップが存在していた。PS2のEXTRA EDITでも、「?」にREDUCEやREDUCE IIを選択しなければ、「!」でREDUCEを選択できる。

### !（エクストラ）
MEGA CRUSH（メガクラッシュ）
画面中の全ての敵にダメージを与え、敵弾も消滅させる。無敵のオプションハンターも撃破することが可能。
NORMAL SHOT（ノーマルショット）
ショットをノーマルショットに戻す。敵の攻撃難易度を下げる目的で使用する。グラフィックの下半分にしか攻撃判定が無いので、上方への攻撃が難しい。
SPEED DOWN（スピードダウン）
自機のスピードを1段階遅くする。
REMAIN OPTION（リメインオプション）
通称「残機オプション」。その名の通り残機を消費して（オプション1個につき残機1つを消費）一度に最大4個のオプションを装備できる。
残機数が9のときに使用すると残機数は（15-消費分）となるバグが存在する。消費分は最大で4なので残機数がかえって増える。このバグは後述するNewバージョンでは修正済みであり再現しない。

### 高難易度について
本作では一部の敵の当たり判定が大きく、時には敵の周りにある空間に体当たりをしてミスをするといった現象が発生することもある。これはほぼ全ての敵の当たり判定が、形状（円形その他）に関係なく単純な四角形で設定されているという仕様のためである。このことはPS2版によって確認できる。
それ以外に当たり判定に関しては2面バブルアイの中に謎の当たり判定が発生する、3面ビッグコアMkIII以降ボスが撃つショートレーザーの当たり判定が前後に0.5キャラ分長い、5面中ボスであるドガスの当たり判定がずれる、10面シャドーギアで当たり判定とグラフィックが大幅にずれる、ステージクリア時画面中央やや上に謎の当たり判定が出るなど奇妙な仕様が多かった。
また、地上ハッチも破壊されるか画面外に消えるまで最大3回に分けて必ずザコの列を吐き出すため、後逸するとプレイヤーの攻撃できない位置からそのザコの弾が大量に飛んで来る。後ろから出現するザコも従来より多い。
他のシリーズ作品に比べて出現するカプセルが少なく、フル装備状態となるのは最も早い場合でも3面序盤の空中戦であり、事実上2面ボスまではバリアなしで進むこととなる。さらにミス後のリトライではカプセルを持った敵の出現がごく少数である。そのため、苛烈な攻撃の中を1速ないし0速で進行することを余儀なくされる復活ポイントが多い。2面ではリトライ時や1面での復活後ある程度装備が貧弱であれば、4つ分のカプセルになるオレンジ色の中サイズ泡が出現するという救済策があるが、道中の攻撃が激しいためあまり用をなさない。
フォースフィールドは仕様変更で耐久が6発になったが、地形に触れると耐久力にかかわらずミスとなるため、地形抜けのテクニックは使えない。同様にモアイのイオンリングや火山弾もフォースフィールドなどバリアを貫通する（正確には両者が接触するとFFなどの耐久力は減り続ける一方でリングや火山弾は無傷）。
6面の復活細胞は連射状態で破壊すると細胞が復活するタイミングが変わり、壊した瞬間に復活しミスとなることがある。10面の要塞後半の回転レーザーも連射をして通過すると回転のタイミングが変わり、通過できない形でレーザーが回転するバグが存在する。この2箇所は連射をせずに通過する必要がある。
本作ではそれまでのシリーズよりも各得点が低く設定されているため（1周ノーミスクリアで概ね57万点前後）、1000万点をゲームセンターで達成するには事実上、開店から閉店までプレイする必要がある。ランクが最高となる４周目以降まで、任意の個所で復活は困難だが可能であることが確認されている。
マイコンBASICマガジン1990年7月号の開発者インタビューにて、当ゲームの開発チームの中で、1周クリアーを達成したものは2名だけだったということが明らかになっている。

### バグ・永久パターン
本作では自機が敵の攻撃を受けてもミスしなくなるバグが発見されている。これによって『ゲーメスト』のハイスコア集計は打ち切られた。また店舗によっては無敵技の使用を禁止と明示しており、明示はされていなくてもマナーを考慮する必要がある。一部のゲームセンター向けにはこれらのバグを削除したバージョンが配布され、新バージョンはコインを入れた後の画面表示が異なることで判別できる（残機増殖バグ、無敵バグ、ラスボスの弾に当たることによって突入するグラディウス面と沙羅曼蛇面は各一回ずつしか入れず、その後はラスボスが弾を出さなくなる）。後に移植されたPS2、PSP版では基本的に新バージョンを元に移植されているために削除されている。

### ゲーム雑誌での集計
発売後1か月に永久パターンが発見されたため、スコアではなく到達面数によって集計が続けられていたが、無敵技が発覚した1990年8月号にて『ゲーメスト』、『マイコンBASICマガジン』両誌とも集計を打ち切った。無敵技が使用できないビギナーモードでのハイスコア集計は継続したが申請者は非常に少なかった。さらにはビギナーモードで永久パターンが可能な機体が発見され、集計は終わった。
無敵技発覚前（1990年7月号）に全国1位のプレイヤーが到達した最高記録は3-5であった。

### 海外版
本作より海外版シリーズも "NEMESIS" から "GRADIUS" に統合されたが、海外では "GRADIUS" と "GRADIUS II" は存在していないため、いきなり "III" からカウントされることになっている。サブタイトル部分はなく、またオープニングデモでは、<1985・GRADIUS>、<1986・SALAMANDER>、<1988・GRADIUS II>のイメージグラフィックがカットされ、いきなり<1989・GRADIUS III>のそれが表示されるようになっている。また日本版に存在した「ビギナーモード」はなくなり、ノーマル（テクニカル）モードのみとなるが、ミス後に復活した自機は全てのパワーアップが失われるわけではなく、ビギナーモード同様ミス毎に上位のパワーアップから順次失われる仕様になっていたり、序盤である1面でより多くカプセルが取得できる、2面で最大の泡が出現しないなど難易度の低下があったりする。
後述のアーケードアーカイブスに収録されているアジア版で、この仕様がプレイできる。

## ステージ構成
| ステージ | ステージ                     | 概要 | ボス                                                                                        | 使用曲 |
| -------- | ---------------------------- | --- | ------------------------------------------------------------------------------------------- | --- |
| 1        | 砂漠                         | 上下を砂山で囲まれたステージ。狭い地形が多く、砂でできたドラゴンやライオンが自機の行く手を阻む。 | - ゴライアス                                                                                | - Departure for Space（空中戦・前奏あり） - Sand Storm（ステージ） - Dark Force（ボス戦）                                                                       |
| 2        | 泡                           | 画面が処理落ちを起こすほど大量の泡が行く手を遮る。2周目以降では泡が撃ち返す上、高速で飛び交う。 | - バブルアイ                                                                                | - Departure for Space（空中戦） - Aqua Illusion（ステージ） - Dark Force（ボス戦）                                                                              |
| 3        | 火山                         | 前半は途中に火山や落盤トラップが配置されたステージ。どこかに1体だけある敵を倒すとBGMが過去作BGMのメドレー "A Long Time Ago" に切り替わる。その後迷路的なエリアを経て、岩盤を掘りながら進むエリアとなる。ボスの「ビッグコアMK-III」は超高速の反射レーザーを発射し、さらに前方に配置されたコア2つを破壊するとパルスレーザーを乱射してくる。ゲーム開始時のモード選択でビギナーモードを選択した場合、この面で終了となる。 | - ビッグコアMk-III                                                                          | - Try to Star（空中戦） - In The Wind（ステージ前半） - A Long Time Ago（ステージ前半・隠しBGM） - Underground（ステージ後半） - Dark Force（ボス戦）           |
| 4        | 高速ステージ                 | 高速3Dスクロール面。途中に点在するパワーカプセルを拾いながら進む。この面にはボスも含め敵は登場せず、パワーカプセルを取っても点は入らない。途中でパワーアップもできるが、取った装備自体は画面に反映されない。上下移動は普通にレバーの上下に対応している。分岐点で左右の一番手前の地形のみ当たるとミスになる。 | -                                                                                           | - High Speed Dimension |
| 5        | モアイ                       | 最初の空中戦を終えた後、島のような地形が連なる中を前方から巨大なモアイが進んで来る。このモアイは、途中で上下どちらかの島に通常のモアイを吐き出して去っていく。その後はイオンリングを吐き出すモアイ像が密集する中を進み、縦列状に並んだ4面モアイを突破した後、口から円状にプチモアイを展開させる中ボス「ドガス」および膨らむプチモアイを吐き出すボス「ヴァイフ」を倒すこととなる。 | - ドガス - ヴァイフ                                                                         | - Departure for Space（空中戦） - Easter Stone（ステージ） - Dark Force（ボス戦）                                                                               |
| 6        | 細胞                         | 触手を1 - 2本持つ球状の敵と戦いながら進む。途中にはこの球体が道をふさいでいるところがあり、さらにその先は復活する壁を崩しながら進むエリアとなる。復活する壁は破り方によっては瞬時に復活する。 | - グレゴール                                                                                | - Try to Star（空中戦） - Dead End Cell（ステージ） - Dark Force（ボス戦）                                                                                      |
| 7        | 溶岩                         | 大量の火山弾が飛び交う中を進む。大きな火山弾を撃つと中サイズの火山弾3つに分裂し、中サイズの火山弾を撃つとさらに分裂して破壊不可能な3つの小さな火山弾になる。膨大な火山弾の量は、このステージを難所たらしめている。 | - ワイバーン - バルチャードドラゴン                                                         | - Departure for Space（空中戦） - Fire Scramble（ステージ） - Dark Force（ボス戦）                                                                              |
| 8        | 植物                         | 植物系の敵が多数出現する。触手は捕まってもミスにならないが、自由が奪われ敵に当たりやすくなる。 | - ブロッティング・ウィード                                                                  | - Try to Star（空中戦） - Cosmo Plant（ステージ） - Dark Force（ボス戦）                                                                                        |
| 9        | クリスタル                   | 前方から飛んで来て地形に結合するクリスタルブロックを避けつつ、水晶の迷路を抜けて進む。通称「テトリス面」。迷路を抜けた後は飛来してくるクリスタルブロックを99個避け続けることになるが、突如自機に向かってくる物が混じっている。このステージのみ、途中でミスをしたら最初の空中戦からのやり直しとなる。 | - リザードコア                                                                              | - Departure for Space（空中戦） - Crystal Labyrinth（ステージ） - Dark Force（ボス戦）                                                                          |
| 10A      | ボスオンパレード             | 恒例のボスラッシュ6連戦。大半はAC版『II』に登場したボスが出現し、最後はデリンジャーコアが登場する。ミスした場合にはデモス大群→テトラン戦からやり直し。 | - テトラン - カバードコア - ビッグコアmk-II - クリスタルコア - デスmk-II - デリンジャーコア | - GRADIUS I Boss（空中戦） - SALAMANDER Boss（テトラン戦） - GRADIUS II Boss（カバードコア〜デスmk-II戦） - Dark Force（デリンジャーコア戦）                    |
| 10B      | 破壊惑星バクテリアン         | バクテリアン軍の本拠地内部へと潜入する。基地の途中には突然せり上がる壁や通路をふさぐ敵、一本の線にしか見えないが当たると即座にミスとなる回転レーザーなどが待ち受ける。せり上がる壁付近で10面最初のチェックポイントとなり、その手前でミスすると10Aの最初からやり直しとなる。最初の中ボス「ディスラプト」の後に待ち構える2つ目の中ボス「シャドーギア」は破壊不可能の中ボスであり見た目以上の当たり判定を持つ。「シャドーギア」でミスした場合は、10Gの中ボス「ディスラプト」からやり直しとなる。これを通過すると途中から有機的な背景に変化、上下運動を繰り返す破壊不可能な敵「デプス」地帯を通過後、ようやく最終ボス「バクテリアン」と対峙。頭脳を破壊した後は高速スクロールの脱出ステージへと続くが、高速スクロールの脱出でミスした場合は、10Hの「デプス」地帯からやり直しとなる。脱出して初めてクリアとなる。 | - ディスラプト - シャドーギア - バクテリアン（頭脳）                                        | - Mechanical Base（ステージ） - Dark Force（ディスラプト戦、バクテリアン戦） - Final Shot（シャドーギア戦〜デプス地帯） - Escape to The Freedom（脱出ステージ） |
| *        | 復活ステージ（隠しステージ） | 最終ステージ、最終ボスであるバクテリアンが吐き出す3つの白い玉のいずれかに体当たりすると、『グラディウス』や『沙羅曼蛇』のステージにワープする。一番上の玉にぶつかると『沙羅曼蛇』、一番下が『グラディウス』、中央は前二者からランダムに選択されたいずれかにワープし、それまでの装備をすべて失う。いずれのステージもクリアするかミスをすると、再びバクテリアン手前まで戻される。クリアして戻っても、隠しステージで得た装備はすべて失う。 | - （グラディウス）ビッグコア - （沙羅曼蛇）ゴーレム                                         | - 元作品の1面のBGM（グラディウス：Challenger 1985、沙羅曼蛇：Power of Anger） - 元作品のボス戦BGM（グラディウス：Aircraft Carrier、沙羅曼蛇：Poison of Snake）  |

クリア後は装備が受け継がれたまま2周目がスタート（本作以外のシリーズでは初期状態に戻る）し、一部ステージで地形が変更・敵から撃ち返し弾が発射されるなど、難易度がさらに上昇する。また2周目クリア以降はエンディングがカットされ、すぐに次の周回に入る。

## 開発
1989年の秋にAMショーで出展されたのち、内容を大幅に変更したうえで正式稼働にいたった。
このバージョンは後でゲームバランスを調整することを前提として作られており、前半はテンポよく進むものの、後半は正式稼働版よりも高い難易度だった。同席していたエムツー代表の堀井直樹によると、製品版では一部のアニメーションが削除されたという。一方、堀井は別のメディアとのインタビューの中で、AMショーの初日と2日目でバージョンが異なるという説を紹介しており、考えられる可能性として、初日に発覚した不具合を急遽改善したことを挙げている。また、『グラディウス オリジンコレクション』のプロデューサーを務めたコナミの上野亮作は同じインタビューの中で、AMショー前にもロケーションテストが行われており、このバージョンはAMショー版とも異なる可能性があったとも説明している。

### 『グラディウス オリジンコレクション』へのAMショー版の収録
制作に際し、エムツーの東海斗がAMショー版を入れようと提言し、ROMの解析も彼が行った。
さらに、開発資料に含まれていたバージョンの管理表や、『グラディウスIII＆IV 復活の神話』の開発資料から出ていたオリジナルソースなどもあわせて照合し、これがAMショー版だと断言できるところまで復元した。

## 移植版
本作は複数の機種に移植されており、一部機種では条件を満たすと登場する全装備から自機の装備を選択することができる「エクストラエディット」が追加されている。
| No. | タイトル                                               | 発売日                                      | 対応機種                                            | 開発元                   | 発売元     | メディア                              | 型式                   | 売上本数 | 備考 |
| --- | ------------------------------------------------------ | ------------------------------------------- | --------------------------------------------------- | ------------------------ | ---------- | ------------------------------------- | ---------------------- | -------- | --- |
| 1   | グラディウスIII                                        | 1990年12月21日 1991年8月23日                | スーパーファミコン                                  | コナミ開発3課            | コナミ     | 4メガビット ロムカセット              | - SHVC-G3 - SNS-G3-USA | -        | |
| 2   | グラディウスIII&IV -復活の神話-                        | 2000年4月13日 2000年11月13日 2000年11月24日 | PlayStation 2                                       | KCET                     | コナミ     | CD-ROM                                | VW003-J2 (SLPM 62063)  | -        | 『グラディウスIV -復活-』とのカップリング                                                                            |
| 3   | グラディウスIII&IV -復活の神話- コナミ・ザ・ベスト     | 2001年10月13日                              | PlayStation 2                                       | KCET                     | コナミ     | CD-ROM                                | SLPM-62621             | -        | 廉価版 |
| 4   | グラディウスIII&IV -復活の神話- コナミ殿堂セレクション | 2004年9月2日                                | PlayStation 2                                       | KCET                     | コナミ     | CD-ROM                                | VW003-J4               | -        | |
| 5   | グラディウス ポータブル                                | 2006年2月9日                                | PlayStation Portable                                | Konami Software Shanghai | コナミ     | UMD                                   | VP-013J1               | -        | 『グラディウス』、『グラディウスII -GOFERの野望-』、 『グラディウスIV -復活-』、『グラディウス外伝』とのカップリング |
| 6   | グラディウス ポータブル コナミ・ザ・ベスト             | 2007年1月25日                               | PlayStation Portable                                | Konami Software Shanghai | コナミ     | UMD                                   | VP-013J2               | -        | 廉価版 |
| 7   | グラディウスIII -伝説から神話へ-                       | 2020年12月24日                              | PlayStation 4 Nintendo Switch                       | ハムスター （移植担当）  | ハムスター | ダウンロード (アーケードアーカイブス) | -                      | -        | アーケード版の移植 日本版（旧バージョン）、日本版（新バージョン）、アジア版を収録 CUSTOM MODEを追加                  |
| 8   | グラディウス オリジン コレクション                     | INT 2025年8月7日                            | PlayStation 5 Nintendo Switch Xbox Series X/S Steam | エムツー（移植担当）     | KDE        | ダウンロード                          | -                      | -        | アーケード版の移植 日本版（旧バージョン）、日本版（新バージョン）、アジア版、AMショー版を収録                        |

### スーパーファミコン版
1990年12月21日にコナミのスーパーファミコン用ソフトの第1弾として発売された。アーケード版から一部のステージの差し替え、兵装や敵キャラクターのバランス調整などが行われている。2007年9月25日よりWiiのバーチャルコンソールでも配信されている。

### PlayStation 2・PlayStation Portable版
2000年にPlayStation 2で『グラディウスIII&IV -復活の神話-』として『グラディウスIV -復活-』とのカップリングが発売された。一部のバグを修正しつつ、ステージ構成、BGM、グラフィック、当たり判定、処理落ち（ポーズ画面で三段階から有無を選択可）など、いずれもAC版のほぼ忠実な移植となった。難易度を調整したモードや、SFC版の装備を再現したモード、コナミコマンド、ステージセレクトなど、様々な追加要素も用意されている。
その後、2006年にPlayStation PortableでグラディウスI、II、III、IV、外伝のシリーズ5作品を収録した『グラディウス ポータブル』が発売されている。PS2版の追加要素に加え、アナログスティックでの独特な操作方法の追加、自機の当たり判定サイズの設定やゲーム中のセーブ機能などが追加されている。当たり判定は難易度にかかわらずPS2版のEASY相当に統一され、オリジナルより見た目通りである一方でシャドーギアの足抜けなどは不可能になっている。

### アーケードアーカイブス版
2020年12月24日にアーケードアーカイブスの1タイトルとして配信。日本版（旧バージョン）、日本版（新バージョン）、アジア版を収録。基本的にアーケード版の移植となるが、アーケードアーカイブスの200週連続配信を記念した特別仕様となっており、好きなステージからゲームを開始できる「CUSTOM MODE」が追加された。また「こだわり設定」では、オリジナルで存在した各種バグの再現、処理落ちの掛かり具合、当たり判定の表示と調整といった様々な設定の変更が可能になっている。

## 音楽
グラディウスII -GOFERの野望-から引き続きモノラル音源（基板自体がステレオ未対応）。
本作の音楽や効果音は、プロフェット深見（深見誠一）、J_KANE（兼田潤一郎）、ラ・ナカムール（中村康三）に加え、初代『グラディウス』『沙羅曼蛇』を担当したMIKI-CHANG（東野美紀）が担当した
（東野は初代グラディウス・沙羅曼蛇を担当した後、一旦コナミを離れていたが、正式にコナミ復帰後の担当作第一弾がグラディウスIIIとなった）。
1990年2月に発売された本作のサウンドトラック『グラディウスIII』はその年のオリコンでゲームミュージックCDとしては初めてランクイン（最高順位26位）し、前述のゲーメスト大賞でもベストVGM賞1位やベストアルバム賞2位を受賞するなど、音楽面での評価が高かった。
サウンドトラック
本作の音源は以下の作品に収録されている。
ただし元がモノラル音源なので、ステレオ収録されたものはAC版を忠実に収録したものとは言えない。
- 『グラディウスIII』（1990年2月21日、KICA-1001、キングレコード）
- 『グラディウスIV　復活 オリジナル・ゲーム・サントラ Track25』（1999年3月5日、KICA-7947、コナミミュージックエンタテインメント）
- 『グラディウス アーケードサウンドトラック』（2002年4月25日、KMCA155〜6、コナミミュージックエンタテインメント）
- 『グラディウス ウルティメイトコレクション』（2012年1月18日、GFCA302〜9 <CLC1949X〜56X>、コナミデジタルエンタテインメント）

## スタッフ
- ディレクター：町口浩康
- ゲーム・プログラマー：T.SHIMOMURA、伊藤好孝、小澤勝彦
- グラフィック・デザイナー：三好威正、M.IGARASHI、R.ITOH、K.HATTORI、浅野裕治
- サウンド・エディター：兼田潤一郎、深見誠一、東野美紀、中村康三、泉陸奥彦
- エンジニア：K.BAN、K.ITOH
- タイトル・デザイナー：F.SHIBUYA、吉橋真弘

## 評価
発売後は難易度が前作と比較して極端に高くなっていたこと（一部の敵の当たり判定が大きいことや、エディットモードの武装に使いづらいものが多いこと、序盤3面までのカプセルの数が少ないことなどが当時のゲーム雑誌で挙げられている）や、各種バグが発見されたこと、総じてプレイ時間が長いことなどから、前作ほどの人気は獲得できなかった。
とはいえ、難しいが故に挑戦を続けるプレイヤーもまた存在するなど、マニアの間では「魅力を見出されている」タイトルでもある。なお、レベルの高いプレイヤーの間では「後半のステージ構成」は高く評価され、『ゲーメスト』誌上で行われた「第4回ゲーメスト大賞」では大賞3位、ベストインカム賞10位、プレイヤー人気4位、ベストシューティング賞3位、ベストグラフィック賞4位、ベストVGM賞1位を受賞した。また、年間ヒットゲームでは6位にランクインした。なお、発売から1周クリアする人が出るまでに1か月ほどかかったという。
また、1991年にそれまで発売されていたアーケードゲーム全てを対象に行われた『ゲーメスト』読者の人気投票によるゲーメストムック『ザ・ベストゲーム』では20位を獲得した。